# Guadalupe las Chichihuas
Guadalupe las Chichihuas är en ort i Mexiko.   Den ligger i kommunen Izúcar de Matamoros och delstaten Puebla, i den sydöstra delen av landet, 130 km sydost om huvudstaden Mexico City. Guadalupe las Chichihuas ligger 1 177 meter över havet och antalet invånare är 115.
Terrängen runt Guadalupe las Chichihuas är kuperad. Runt Guadalupe las Chichihuas är det ganska glesbefolkat, med 28 invånare per kvadratkilometer. Närmaste större samhälle är Izúcar de Matamoros, 18,3 km norr om Guadalupe las Chichihuas. I omgivningarna runt Guadalupe las Chichihuas växer huvudsakligen savannskog.